# Kelly Lynch
Kelly Lynch (Golden Valley, Minnesota, 1959. január 31. –) amerikai színésznő, modell.

## Ifjúkora és családja
Minneapolisban nőtt fel, Robert Lynch vendéglőtulajdonos és Barbara Lynch táncosnő gyermekeként, egy lánytestvére van. Hétéves volt, amikor szülei elváltak. Anyja ösztönzésére Kelly táncot és színészetet tanult. A főiskoláról kibukva légiutas-kísérőként dolgozott a Northwest Airlines légitársaságnál. Huszonéves korában párjával New Yorkba költözött és modellként az Elite modellügynökségnél sikerült elhelyezkednie.

## Pályafutása
Pályafutását modellként kezdte, majd a filmezés felé fordult. Kisebb szerepeket követően a Koktél (1988) című, Tom Cruise főszereplésével készült romantikus dráma hozta el számára a szakmai hírnevet. 1989-ben Patrick Swayze oldalán szerepelt az Országúti diszkó című akciófilmben, valamint ugyanebben az évben játszott Gus Van Sant A gyógyszertári cowboy című független filmjében is.
Az 1990-es évek során számos független és hollywoodi produkcióban feltűnt: A félelem órái (1990), Huncutka (1991), Ki szeret a végén? (1993), Képzelt bűnök (1994), SID 6.7 – A tökéletes gyilkos (1995), A pillangó tánca (1996), Mr. Magoo (1997) és Fű alatt (1998). Érdekesség, hogy az 1992-ben bemutatott Elemi ösztön főszerepét visszautasította, melyet így Sharon Stone játszhatott el.
A 2000-es években mellékszerepelt a Charlie angyalai (2000), az Akárki Joe (2001) és A fiók (2005) című filmekben.
Televíziós színésznőként visszatérő szerepben Ivan Aycock-ot formálta meg 2004 és 2009 között a Showtime L című drámasorozatában. 2010-2011-ben a The CW 90210 című szappanoperájában vállalt szereplést. Egy évvel később csatlakozott a férje, Mitch Glazer által megalkotott Bűnös Miami című drámasorozat szereplőgárdájához. 2017-ben a Stephen King azonos című regénye alapján készült Mr. Mercedes című bűnügyi drámasorozatban kapott főszerepet.

## Magánélete
1992 óta Mitch Glazer forgatókönyvíró-producer felesége.
Az 1980-as évek közepén egy korábbi párkapcsolatából született egy Shane nevű lánya.

## Filmográfia

### Film
| Év   | Magyar cím                                 | Eredeti cím                                       | Szerep                             | Magyar hang       |
| ---- | ------------------------------------------ | ------------------------------------------------- | ---------------------------------- | ----------------- |
| 1983 |                                            | Portfolio                                         | Elite modell                       |                   |
| 1985 |                                            | Osa                                               | Osa                                |                   |
| 1988 | Fények, nagyváros                          | Bright Lights, Big City                           | Elaine                             |                   |
| 1988 | Koktél                                     | Cocktail                                          | Kerry Coughlin                     | Farkasinszky Edit |
| 1989 | Gyilkos erotika                            | Warm Summer Rain                                  | Kate                               | Keönch Anna       |
| 1989 | Országúti diszkó                           | Road House                                        | Dr. Elizabeth "Doc" Clay           | Pápai Erika       |
| 1989 | Országúti diszkó                           | Road House                                        | Dr. Elizabeth "Doc" Clay           | Tóth Auguszta     |
| 1989 | Országúti diszkó                           | Road House                                        | Dr. Elizabeth "Doc" Clay           | Kiss Erika        |
| 1989 | A gyógyszertári cowboy                     | Drugstore Cowboy                                  | Dianne                             | Kiss Erika        |
| 1990 | A félelem órái                             | Desperate Hours                                   | Nancy Breyers                      | Rák Kati          |
| 1990 | A félelem órái                             | Desperate Hours                                   | Nancy Breyers                      | Antal Olga        |
| 1990 | A félelem órái                             | Desperate Hours                                   | Nancy Breyers                      | Dudás Eszter      |
| 1991 | Huncutka                                   | Curly Sue                                         | Grey Ellison                       | Kovács Nóra       |
| 1993 | Ki szeret a végén?                         | Three of Hearts                                   | Connie Czapski                     |                   |
| 1994 | Képzelt bűnök                              | Imaginary Crimes                                  | Valery Weiler                      | Hámori Ildikó     |
| 1994 |                                            | The Beans of Egypt, Maine                         | Roberta Bean                       |                   |
| 1995 | SID 6.7 – A tökéletes gyilkos              | Virtuosity                                        | Madison Carter                     | Andresz Kati      |
| 1995 | Fekete Amerika (Feketén-fehéren)           | White Man's Burden                                | Marsha Pinnock                     | Spilák Klára      |
| 1996 | A pillangó tánca (Zsaruvér)                | Heaven's Prisoners                                | Annie Robicheaux                   |                   |
| 1996 | Bűnösök és áldozatok (Ismeretlen tettesek) | Persons Unknown                                   | Amanda                             | Spilák Klára      |
| 1997 | Gyilkos társak                             | Cold Around the Heart                             | Jude Law                           |                   |
| 1997 | Mr. Magoo                                  | Mr. Magoo                                         | Luanne LeSeur / Prunella Pagliacci | Für Anikó         |
| 1998 | Fű alatt                                   | Homegrown                                         | Lucy                               | Spilák Klára      |
| 2000 | Charlie angyalai                           | Charlie's Angels                                  | Vivian Wood                        | Tóth Auguszta     |
| 2001 | Akárki Joe                                 | Joe Somebody                                      | Callie Scheffer                    |                   |
| 2002 |                                            | The Slaughter Rule                                | Evangeline Chutney                 |                   |
| 2002 |                                            | Searching for Debra Winger                        | önmaga                             |                   |
| 2003 | Testvérek közt                             | Dallas 362                                        | Mary                               | Antal Olga        |
| 2005 |                                            | At Last                                           | Sara Wood                          |                   |
| 2005 | A fiók                                     | The Jacket                                        | Jean Price                         |                   |
| 2005 |                                            | Welcome to California                             | Susanna Smith                      |                   |
| 2006 | Angyali démonok                            | The Visitation                                    | Morgan Elliot                      |                   |
| 2007 | Ultimátum                                  | Normal Adolescent Behavior                        | Helen Meyer                        |                   |
| 2008 |                                            | Visual Acoustics: The Modernism of Julius Shulman | önmaga                             |                   |
| 2009 |                                            | The Perfect Age of Rock 'n' Roll                  | Maggie                             |                   |
| 2009 |                                            | A Good Funeral                                    | Junior                             |                   |
| 2010 | Nagy badabumm                              | Kaboom                                            | Nicole                             |                   |
| 2010 | Végjáték                                   | Passion Play                                      | Harriet                            | Molnár Zsuzsa     |
| 2014 | Üvegállú                                   | Glass Chin                                        | Mae Graham                         |                   |
| 2015 |                                            | The Frontier                                      | Luanne                             |                   |
| 2015 | Afgán csillag                              | Rock the Kasbah                                   | Sylvia                             |                   |
| 2016 |                                            | Seattle Road                                      | Patty néni                         |                   |
| 2016 |                                            | Kepler's Dream                                    | Amy                                |                   |

### Televízió
| Év        | Magyar cím                | Eredeti cím                               | Szerep               | Megjegyzések                    |
| --------- | ------------------------- | ----------------------------------------- | -------------------- | ------------------------------- |
| 1986      |                           | The Equalizer                             | pultos               | 1 epizód                        |
| 1987      |                           | The Hitchhiker                            | Teresa / Melissa     | 1 epizód                        |
| 1987      | Miami Vice                | Miami Vice                                | Lori 'Blondie' Swann | 1 epizód                        |
| 1993      | Kényszernász              | For Better and for Worse                  | Catherine Vernet     | tévéfilm                        |
| 1995      | Bukott angyalok           | Fallen Angels                             | Lola                 | 1 epizód                        |
| 1999      | Gyilkosok szövetsége      | Brotherhood of Murder                     | Susan Martinez       |                                 |
| 2001      | Ally McBeal               | Ally McBeal                               | Gloria Albright      | 1 epizód                        |
| 2003      | Hajléktalanul a Harvardon | Homeless to Harvard: The Liz Murray Story | Jean Murray          | tévéfilm                        |
| 2004–2009 | L                         | The L Word                                | Ivan Aycock          | visszatérő szereplő (6 epizód)  |
| 2005      |                           | Cyber Seduction: His Secret Life          | Diane Petersen       | tévéfilm                        |
| 2008      | The Cleaner – A Független | The Cleaner                               | Erica Smith          | 1 epizód                        |
| 2010–2011 | 90210                     | 90210                                     | Laurel Cooper        | visszatérő szereplő (15 epizód) |
| 2011      |                           | Memphis Beat                              | Marie Minetti        | 1 epizód                        |
| 2012      |                           | A Dark Plan                               | Caren                | tévéfilm                        |
| 2012–2013 | Bűnös Miami               | Magic City                                | Meg Bannock          | visszatérő szereplő (13 epizód) |
| 2017      | Mr. Mercedes              | Mr. Mercedes                              | Deborah Hartsfield   | főszereplő (10 epizód)          |

## Fordítás
- Ez a szócikk részben vagy egészben  a   Kelly Lynch című angol Wikipédia-szócikk fordításán alapul.  Az eredeti cikk szerkesztőit annak laptörténete sorolja fel. Ez a jelzés csupán a megfogalmazás eredetét és a szerzői jogokat jelzi, nem szolgál a cikkben szereplő információk forrásmegjelöléseként.